# Toraster tuberculatus
Toraster tuberculatus is een zeester uit de familie Goniasteridae.
De wetenschappelijke naam van de soort werd in 1847 gepubliceerd door John Edward Gray.